# Louise Michel (téléfilm)
Pour les articles homonymes, voir Louise Michel (homonymie).

Louise Michel est un téléfilm français réalisé par Sólveig Anspach tourné en juillet 2008 en Nouvelle-Calédonie, diffusé le 6 mars 2010 sur France 3 et le 7 avril 2010 en salles.

## Synopsis
Le téléfilm retrace les sept années de déportation de Louise Michel en Nouvelle-Calédonie après sa participation à la Commune de Paris.

## Fiche technique
- Titre original : Louise Michel, la rebelle
- Réalisation : Sólveig Anspach
- Réalisateur deuxième équipe : Jean-Luc Gaget
- Scénario : Sólveig Anspach et Jean-Luc Gaget, d'après une idée originale de Jacques Kirsner et Michel Ragon
- Décors : Jimmy Vansteenkiste
- Costumes : Édith Vesperini
- Photographie : Isabelle Razavet
- Son : Éric Boisteau
- Musique : Martin Wheeler
- Montage : Mathilde Grosjean
- Production : Jacques Kirsner
- Société de production : Jem Productions
- Société de distribution : Hévadis Films
- Pays d'origine :  France
- Langue originale : français
- Format : couleur — 35 mm
- Genre : Film biographique
- Date de diffusion : 6 mars 2010 sur France 3
- Date de sortie au cinéma : 7 avril 2010
- Durée : 90 minutes

## Distribution
- Sylvie Testud : Louise Michel
- Nathalie Boutefeu : Nathalie Lemel
- Alexandre Steiger : Charles Malato
- Bernard Blancan : Henri Rochefort
- Augustin Watreng : Daoumi
- Eric Caruso : Grippart
- Jean-Paul Smadja : Gauthier de la Richerie
- Pierre Deladonchamps : Henri Bauer
- Coralie André : Adèle Desfossés
- Magali Vuillemot : Marie Schmidt
- Anne Marquis : Lucie Leblanc
- Jean-Luc Gaget : père Bénart
- Victor Schlegel : Philippe Leblanc